# Änis Ben-Hatira
Änis Ben-Hatira (arabe : أنيس بن حتيرة), né le 18 juillet 1988 à Berlin, est un footballeur tunisien évoluant au poste de milieu gauche ou offensif.

## Carrière en club
Formé au Hertha Berlin, il rejoint le Hambourg SV en 2006, pour 25 000 euros en tant qu'indemnité de formation, il y joue 51 matchs et marque 17 buts en équipe réserve. En 2007, il est appelé en équipe première mais ne fait que quelques apparitions (cinq en Bundesliga et cinq en Ligue Europa) ; il reçoit un carton rouge pour une faute sur Matthieu Delpierre, face au VfB Stuttgart, recevant ainsi trois matchs de suspension.
Pendant la saison 2009-2010, il est prêté au MSV Duisbourg pour obtenir du temps de jeu ; il y joue 29 matchs de championnat en deuxième division et marque trois buts. Il revient au Hambourg SV où il joue 18 matchs de championnat, dont quinze comme titulaire, et marque trois buts. Alors que son contrat se termine en 2012, il signe avec le Hertha Berlin, son ancien club, pour une somme d'environ 1,5 million d'euros.
En février 2016, Ben-Hatira s'engage avec l'Eintracht Francfort jusqu’à la fin de la saison. Le 22 août, il rejoint le SV Darmstadt 98 qui évolue alors en Bundesliga.
Le 14 septembre 2017, il signe un contrat de deux ans avec l’Espérance sportive de Tunis.

## Carrière internationale
Il joue comme titulaire avec la sélection allemande des moins de 19 ans, avec qui il remporte le championnat d'Europe espoirs en 2009, dans le récent championnat de la catégorie. 
Né d'un père tunisien, Anis possède également la nationalité tunisienne. Il est supervisé par Sami Trabelsi avec le Hambourg SV et reçoit une première convocation en équipe nationale tunisienne en mars 2011, qu'il décline parce qu'il veut d'abord avoir une place de titulaire en club. Après son transfert, il est convoqué en équipe nationale tunisienne mais décide de décliner à nouveau cette convocation jusqu'à ce qu'il devienne titulaire dans son club.
En février 2012, le sélectionneur de la Tunisie, Trabelsi, livre la liste des vingt joueurs retenus pour affronter le Pérou en match amical ; Ben-Hatira y figure pour la première fois. Il faut attendre le 9 octobre 2016 pour le voir marquer son premier but, contre la Guinée.

## Palmarès
- Allemagne
  - Vainqueur du championnat d'Europe espoirs : 2009
- Hertha Berlin
  - Vainqueur du 2. Bundesliga : 2013
- Espérance de Tunis
  - Vainqueur du championnat de Tunisie : 2018